# Chronologie de la première guerre italo-éthiopienne
Cet article présente la chronologie de la première guerre italo-éthiopienne.

## Chronologie
- 1875-1877 : Les troupes égyptiennes qui tentent de pénétrer dans la Corne sont défaites vers Afambo et Gundet en novembre 1875, et à Gura en mars 1876. Elles parviennent à occuper Harar en octobre 1875, et des troupes égyptiennes restent présentes à Zeila, Tadjourah et Massawa
- 1878 : Ménélik, du Shewa, reconnaît la souveraineté du negus Yohannes. Il entreprend ensuite la conquête du Käfa, du Gurage, de l’Ellibabur et de l’Arsi
- 1882 : la Grande-Bretagne prend seule le contrôle de l'Égypte
- 5 novembre 1883 : une expédition égyptienne commandée par l’Anglais Hicks est écrasée le 5 novembre 1883 à Shaykan par les Soudanais. L'Angleterre décide l'évacuation du Soudan
- 3 juin 1884 : traité d'Adwa entre l'amiral Hewett et Yohannes

### 1885
- janvier : chute de Khartoum, mort de Gordon
- 5 février : installation de troupes italiennes à Massawa
- juillet : occupation de Kassala par les Soudanais
- novembre : les Égyptiens évacuent Tadjourah, remplacés par les Français
- décembre 1885 : l'Italie prend le contrôle complet de Massawa

### 1886
- novembre : l'Italie occupe Wea

### 1887
- janvier : l'Italie occupe Saati
- janvier : Menelik conquiert Harar
- 26 janvier : défaite italienne à Dogali

### 1888
- mars : l'Italie occupe à nouveau Dogali, échec d'une attaque de ras Alula
- juillet : l'Italie occupe Kärän
- décembre : traité d'amitié entre l'Italie et l'Awsa
- début d'une famine qui dure jusqu'en 1892 en Abyssinie

### 1889
- janvier : les Soudanais pillent Gondar
- 9 mars : mort de Yohannes à la bataille de Matama contre les Soudanais
- 5 mai : traité de Wëchale entre Menelik et l'Italie
- août : l'Italie occupe Asmara
- octobre : l'Italie notifie un protectorat sur l'Éthiopie en fonction de l'article 17 du traité de Wëchale
- novembre : Menelik se proclame negus

### 1890
- 1er janvier : création de la «Colonia Eritrea» qui regroupe les territoires entre Assab et Massawa
- juin : l'Italie occupe Aqordat
- novembre : Menelik revendique son indépendance dans une «lettre circulaire»

### 1891
- février : Menelik envoie à nouveau sa «lettre circulaire» à des chefs d'État européens

### 1892
- mars : Oreste Baratieri, garibaldien, est nommé gouverneur d'Érythrée

### 1893
- 12 février 1893 : l'Éthiopie dénonce le traité de Wëchale.
- 13 février 1893 : Menelik II envoie une lettre aux puissances européennes informant que l'Éthiopie rejette toute forme de protectorat.
- 15 décembre : Crispi, autre garibaldien, devient Premier ministre italien

### 1894
- juin : ralliement du ras Mengasha, fils de Yohannes, à Menelik
- fin 1894 : premiers affrontements en Érythrée, Bahta Hagos, dejazmach d'Akkele Guzay se retourne contre l'Italie

### 1895
- 13 - 14 janvier : défaite du ras Mengesha Yohannes à la bataille de Coatit.
- 15 janvier : victoire italienne à Senafé.
- 17 septembre : Menelik lance un appel à la mobilisation générale contre les forces italiennes.
- 7 décembre : victoire éthiopienne à Amba Alagi.
- 15 décembre : une dépêche montre que les Italiens ont connaissance de mouvements des troupes éthiopiennes progressant vers Adoua et Asmera.
- 16 décembre : le gouvernement italien annonce une augmentation du budget pour la campagne en Éthiopie de 16 à 20 millions de lires sur les 7 prévus initialement.

### 1896
- 7 - 21 janvier : Assiégés pendant deux semaines par les Éthiopiens, les Italiens abdiquent et se retirent du fort de Meqelé.
- 12 janvier : Le général italien Dabormida est envoyé à la tête d'une brigade d'infanterie afin de soutenir les troupes de Baratieri.
- février - mars : les deux armées marchent vers Adoua.
- 28 février : Francesco Crispi envoie un télégramme à Baratieri lui ordonnant d'engager le conflit.
- 1er mars : les Éthiopiens remportent la bataille d'Adoua.
- 2 mars : vers 9 h 00, le général Baratieri arrive à Adi Keyeh et envoie un télégramme à Rome notifiant le gouvernement de Crispi de la défaite italienne.
- 7 mars : l'Italien Major Salsa, invité par Ras Mekonnen, est amené auprès de Menelik afin de négocier le traité de paix.
- 22 mai : Menelik et Taytu Betul arrive dans la capitale accueillis par des tirs de canons.
- 26 octobre : signature du traité d'Addis-Abeba.

### 1897
- novembre : nomination de Martini, hostile aux abandons territoriaux, gouverneur de l'Érythrée

### 1900
- entre avril et juin : délimitation de la frontière entre l'Éthiopie et l'Érythrée sur la ligne Mareb-Belesa-Muna. L'Italie conserve les territoires occupés avant Adwa.